# St. Ulrich (Weissach)

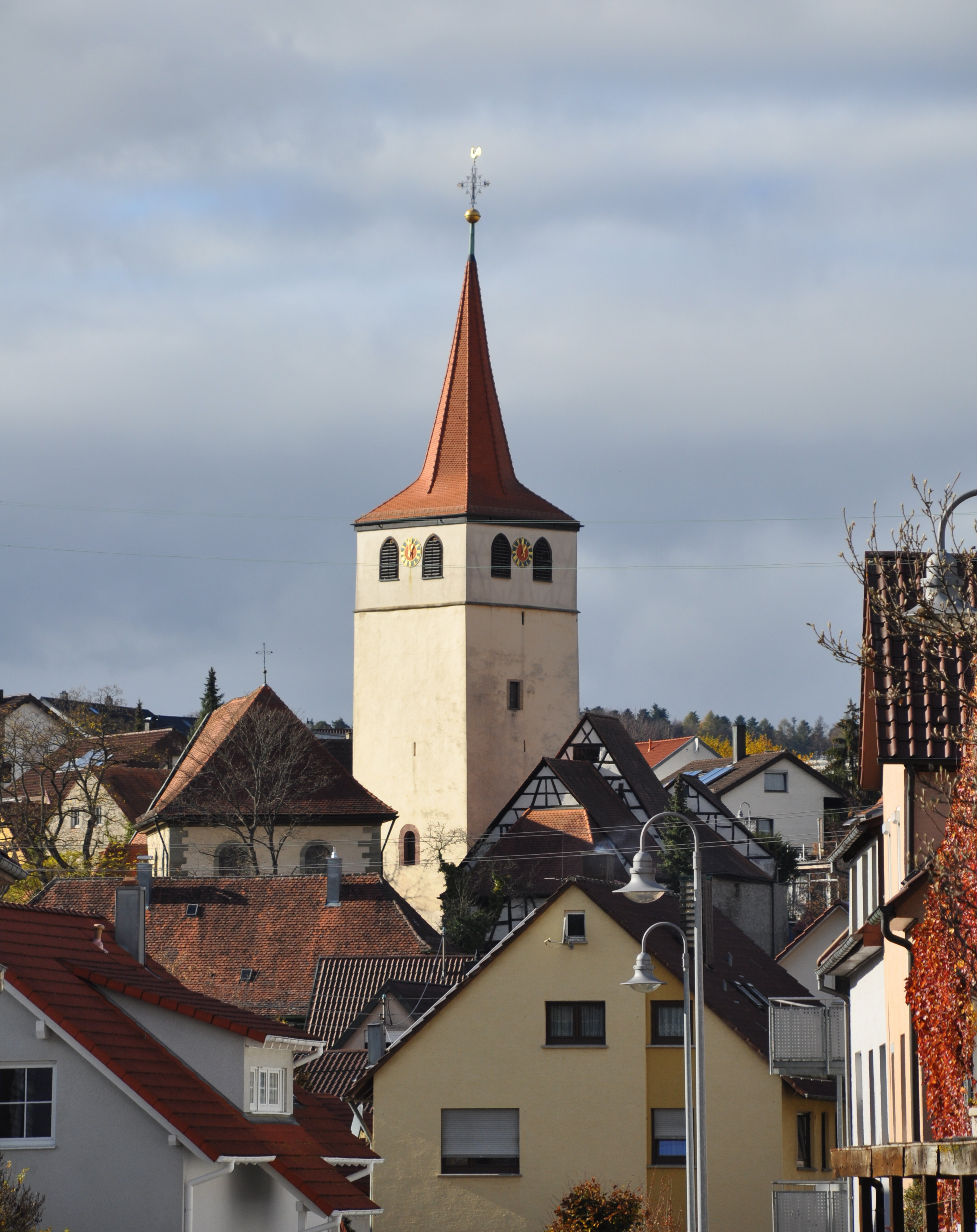
St. Ulrich (Weissach)

Die evangelische Pfarrkirche St. Ulrich steht in Weissach, einer Gemeinde im Landkreis Böblingen in Baden-Württemberg. Das Bauwerk ist beim Landesamt für Denkmalpflege Baden-Württemberg als Baudenkmal eingetragen. Die Kirchengemeinde gehört zum Kirchenbezirk Leonberg der Evangelischen Landeskirche in Württemberg. Namensgeber der Kirche ist Ulrich von Augsburg.

## Beschreibung
Das um 1500 errichtete Langhaus und der freistehende Glockenturm, ein Kirchturm einer ursprünglichen Wehrkirche, sind Teil des Gebäudekomplexes der Kirchenburg Weissach. 1810 wurde nach Osten der Chor angefügt. Zwischen 1598 und 1618 kamen Anbauten wie 1601 die Sakristei und 1618 das Portal im Süden hinzu. Der Kirchturm wurde 1756 mit einem Geschoss aufgestockt, das die Turmuhr und den Glockenstuhl mit vier Kirchenglocken beherbergt, und mit einem achtseitigen Knickhelm bedeckt. Die Renovierung der Kirche erfolgte 1910 unter der Leitung von Heinrich Dolmetsch. Bei der Restaurierung im Jahr 1960 wurden Wandmalereien im Innenraum des Langhauses freigelegt.